# Понте-делла-Либерта
Понте-делла-Либерта, или Мост Свободы, (итал. Ponte della Libertà) — мост в Венеции, соединяющий город с материком. Построен в 1846 году из кирпича (ширина моста увеличена в 1970 году с целью удвоить количество железнодорожных путей). Длина моста составляет 3 километра, состоит из 222 арок. По мосту проходят автомобильная и железная дороги. В 1931—1933 была проведена комплексная реконструкция моста. Автомобильная дорога открыта 25 апреля 1933 года.
Нынешнее название мост получил в 1946 году по итогам Второй мировой войны в связи с негативным восприятием отсылок к фашизму. В эпоху Муссолини мост носил название «Ликторский», что символизировало фасции.